# Odontotermes
Odontotermes — рід термітів підродини Macrotermitinae. Поширпені в тропічних і субтропічних районах Африки та Азії.

## Спосіб життя
Їхні підземні гнізда утворюють невеликий горбок над землею, який може бути вкритий травою. У великих колоніях кургани можуть мати діаметр до 6 м і можуть бути вкриті кущами та деревами. Деякі види будують відкриті вентиляційні отвори, які спускаються в насип.
Їх єдиною їжею є гриби Termitomyces, вирощені в грибному саду в центрі гнізда. Гриб культивують на субстраті з деревини, кори, листя, сухого гною, сухої трави. Грибний садок оповитий товстим шаром глини. Королева ув'язнена в глиняній камері посеред грибного саду в центрі вулика.

## Види
Рід включає такі види:
- Odontotermes assmuthi Holmgren, 1913 — Південна Азія
- Odontotermes badius (Haviland, 1898) — Африка
- Odontotermes ceylonicus (Wasmann, 1902) — Південна Азія
- Odontotermes escherichi Holmgren, 1911 — Південна Азія
- Odontotermes feae (Wasmann, 1896) — Південна Азія
- Odontotermes formosanus (Shiraki) — Південна Азія
- Odontotermes globicola (Wasmann, 1902) — Південна Азія
- Odontotermes horni (Wasmann, 1902) — Південна Азія
- Odontotermes koenigi (Desneux, 1906) — Південна Азія
- Odontotermes latericius (Haviland, 1898) — Африка
- Odontotermes obesus (Rambur) — Південна Азія
- Odontotermes preliminaris (Holmgren, 1911) — Південна Азія
- Odontotermes redemanni (Wasmann, 1893) — Південна Азія
- Odontotermes taprobanes (Walker, 1853) — Південна Азія
- Odontotermes transvaalensis (Sjöstedt, 1902) — Африка
- Odontotermes wallonensis Wasmann — Південна Азія